# Вишневецкий, Константин Константинович
Константин Константинович Вишневецкий (1564 — 25 мая 1641) — крупный военный и государственный деятель Речи Посполитой. Представитель княжеского рода Вишневецких герба Корибут (Гедиминовичи). Староста черкасский (1620—1638) и кременецкий (1633—1641), воевода белзский (1636—1638) и русский (1638—1641).

## Биография
В 1574 году после смерти своего отца, старосты житомирского и подвоеводы киевского князя Константина Ивановича Вишневецкого, Константин Вишневецкий унаследовал отцовские поместья на Украине.
В 1595 году Константин Константинович Вишневецкий первым из роду князей Вишневецких отказался от православия и перешел в римско-католическую веру. Был опекуном Иеремии Михаила Вишневецкого. В 1600 году участвовал и отличился в походе великого гетмана коронного Яна Замойского против валашского и молдавского господаря Михая Витязула. Во время молдавской военной кампании заслужил похвалу от самого Яна Замойского.
Князь Константин Вишневецкий принял активное участие в Смутном времени в Русском царстве. В 1604 году он принял в своём Вишневце самозванца Григория Отрепьева (Лжедмитрия I), который выдавал себя за царевича Дмитрия, младшего сына русского царя Ивана Васильевича Грозного. Константин Вишневецкий повёз Лжедмитрия в Краков, чтобы представить его королю Речи Посполитой Сигизмунду ІІІ Вазе. По пути Вишневецкий заехал в Самбор к своему тестю, воеводе сандомирскому Юрию Мнишеку, представив ему Лжедмитрия. В Самборе Лжедмитрий познакомился с семейством Юрия Мнишека, в том числе и его младшей дочерью Мариной Мнишек. Князь Константин Вишневецкий был одним из главных организаторов военного похода Лжедмитрия на Москву. В июне 1605 года Лжедмитрий занял Москву и вступил на царский трон под именем Дмитрия Ивановича. В 1606 году Константин Вишневецкий со своей дружиной сопровождал царскую невесту Марину Юрьевну Мнишек в Москву, где присутствовал на свадьбе Лжедмитрия.
В мае 1606 года в Москве вспыхнуло народное восстание, организованное князьями Шуйскими и их сторонниками. Сам самозванец Лжедмитрий и многие его сторонники были убиты. Москвичи бросились на польских панов, которые прибыли в столицу в свите Марины Мнишек. Повстанцы атаковали дом, в котором проживал князь Константин Вишневецкий, который вместе с пятью сотнями своих людей храбро защищался. После артиллерийского обстрела князь Константин Вишневецкий вынужден был сдаться и был сослан царем Василием Шуйским в Кострому. В русском плену Константин Вишневецкий пробыл два года. В июле 1608 года после заключения перемирия между Россией и Речью Посполитой князь-магнат Константин Вишневецкий был освобожден и вернулся в польские владения. Константин Вишневецкий прибыл на Волынь, где собрал надворное войско и вернулся в Россию, где присоединился ко второму самозванцу Лжедмитрию ІІ, участвовал в осаде Троице-Сергиевой лавре. В 1617—1618 годах участвовал в неудачном походе польского королевича Владислава Вазы на Москву.
В 1620—1638 годах князь Константин Вишневецкий занимал должность старосты черкасского. Занимался освоением малозаселенных земель на левом берегу Днепра. Продолжая политику своих братьев Александра и Михаила Вишневецких, Константин Вишневецкий расширил владения Вишневецких на Левобережной Украине, захватил города Яблонов, Миргород и земли на реках Псел, Ворскла, Орель на «диких полях» под Путивлем, Белгородом и по рекам Хорол и Грун.
В 1625 году приграничный староста князь Константин Константинович Вишневецкий участвовал в переговорах с восставшими запорожскими казаками.
Князь Константин Вишневецкий занимался колонизацией земель вдоль Днепра и Сулы, куда принимал переселенцев из Волыни, Галиции и Подолии. В 1627 году основал под Лубнами православный скит с церквями Успенья Богородицы и Св. Николая.
В 1633 году князь Константин Вишневецкий получил во владение староство кременецкое. В 1636 году был назначен воеводой белзским. В 1638 году Константин Вишневецкий получил должность воеводы русского.
25 мая 1641 года 77-летний Константин Константинович Вишневецкий скончался и был похоронен в селе Заложцы под Кременцем.

## Семья
Константин Константинович Вишневецкий был женат четыре раза. До 1598 года первым браком женился на Анне Загоровской.
Дети: Януш Вишневецкий (1598—1636), староста кременецкий и великий конюший коронный, Марианна Вишневецкая (1600—1624), жена с 1620 года воеводы русского Якуба Собеского, Елена Вишневецкая (ум. 1660), жена воеводы мазовецкого Станислава Варшицкого.
Около 1603 года вторично женился на Урсуле Мнишек (ум. 1621/1622), дочери воеводы сандомирского и старосты львовского Юрия (Ежи) Мнишека.
Дети: Юрий Вишневецкий (ум. 1641), староста каменецкий, Александр Вишневецкий (ум. 1639), староста черкасский и ротмистр королевский, Теофилия Вишневецкая (1620—1645), жена каштеляна войницкого Петра Шишковского.
В 1626—1628 годах в третий раз женился на Екатерине Корнякт (ум. 1635), дочери львовского мещанина и шляхтича Константина Корнякта, от брака с которой детей не имел.
В 1638—1639 годах в четвёртый раз женился на Кристине Струсь (ок. 1605—1647), дочери старосты галицкого Николая Струся и Софьи Ожеховской, о брака с которой детей не имел.